# 北四行
北四行，是中華民國时期北方四家大型商业银行的统称，包括金城银行、盐业银行、中南银行和大陆银行。上述四家银行组成紧密的联合体，在中国金融界影响巨大，是一种独特的银行集团。北四行联营目的是聚集资本，互通声气，藉以提高信誉，扩展业务。联营范围以不侵害各行各自的营业为限，也就是“营业既各不牵涉，合作也不受束缚”。联营初期只做些联合放款，以后才逐渐增加联营项目。北四行建造了在抗战史上著名的四行仓库。
与北四行相提并论的是南三行。

## 历史
1921年，金城银行、盐业银行、中南银行3家银行成立联合营业事务所，次年大陆银行加入，即为四行联营事务所。“北四行”就由这四家银行联营而得名。
1931年，设立四行企业部和调查部。1936年，设立四行信托部。四行企业部的主要营业范围是生产事业或社会事业的抵押与直接经营，资金除由四行储蓄会筹拨外，随时由四行供给。1940年，四行拟筹建大楼，即由企业部负责办理。1933年前后，四行储蓄会在上海派克路买进地产，耗资500万元，建筑24层大楼，当时被称为远东第一大厦，定名为国际饭店。
1948年8月，国民政府财政部以四行储蓄会和四行信托部的名称与《新银行法》的规定不符，应改正名称。四行当局经过商议，即以储蓄会和信托部为基础，改组成立“联合商业储蓄信托银行”。从此四行联营事业宣告结束，而“北四行”也就成为“北五行”。
中华人民共和国成立后，1951年，“北五行”成立联合总管理处，由中国人民银行投资人民币500万元，改组为公私合营。1952年12月，北五行参加金融业全行业公私合营，与其他行庄一起组成统一的公私合营银行。